# Montcalm (municipalité régionale de comté)
Pour les articles homonymes, voir Montcalm.
Montcalm est une municipalité régionale de comté (MRC) du Québec (Canada) dans la région de Lanaudière. Son chef-lieu est Sainte-Julienne. Elle doit son nom au marquis de Montcalm.

## Géographie

### Municipalités
| Nom                     | Statut       | Population 2021 | Superficie (km2) | Densité (h/km2) | Ref |
| ----------------------- | ------------ | --------------- | ---------------- | --------------- | --- |
| Saint-Alexis            | Municipalité | 1 370           | 43,02            | 31,85           |     |
| Saint-Calixte           | Municipalité | 6 792           | 143,63           | 47,29           |     |
| Saint-Esprit            | Municipalité | 2 011           | 54,16            | 37,13           |     |
| Saint-Jacques           | Municipalité | 4 302           | 67,26            | 63,96           |     |
| Saint-Liguori           | Municipalité | 2 066           | 51,8             | 39,88           |     |
| Saint-Lin–Laurentides   | Ville        | 24 030          | 118,36           | 203,02          |     |
| Saint-Roch-Ouest        | Municipalité | 262             | 20,17            | 12,99           |     |
| Saint-Roch-de-l'Achigan | Municipalité | 5 453           | 80,29            | 67,92           |     |
| Sainte-Julienne         | Municipalité | 11 173          | 99,61            | 112,17          |     |
| Sainte-Marie-Salomé     | Municipalité | 1 221           | 33,81            | 36,11           |     |
| Total                   | Total        | 58 680          | 716,3            | 81,92           |     |

## Administration
| Période                                  | Période  | Identité              | Étiquette                                                 | Qualité |
| ---------------------------------------- | -------- | --------------------- | --------------------------------------------------------- | ------- |
| 1982                                     | 1989     | François Migué        | Maire de Saint-Jacques                                    |         |
| 1989                                     | 1990     | Alphonse Lavoie       | Maire de Saint-Calixte                                    |         |
| 1990                                     | 1991     | André Auger           | Maire de Saint-Lin-Laurentides                            |         |
| 1991                                     | 1993     | Raymond Beaupré       | Maire de Saint-Calixte                                    |         |
| 1993                                     | 2002     | Roger Gaudet          | Maire de Saint-Liguori                                    |         |
| 2002                                     | 2009     | André Auger           | Maire de Saint-Lin–Laurentides                            |         |
| 2009                                     | 2009     | Yves Prud'homme       | Maire de Saint-Roch-de-l'Achigan                          |         |
| 2009                                     | 2017     | Danielle Henri Allard | Indépendant (élu au suffrage universel)                   |         |
| 2017                                     | 2018     | Louis-Charles Thouin  | Indépendant (élu au suffrage universel)                   |         |
| 2018                                     | 2019     | Poste vacant          | Patrick Massé par intérim, maire de Saint-Lin–Laurentides |         |
| 2019                                     | 2020     | Pierre La Salle       | Indépendant (élu au suffrage universel)                   |         |
| 2020                                     | En cours | Poste vacant          | Patrick Massé par intérim, maire de Saint-Lin–Laurentides |         |
| Les données manquantes sont à compléter. |          |                       |                                                           |         |

## Démographie
| 1986   | 1991   | 1996   | 2001   | 2006   | 2011   | 2016   | 2021   |
| ------ | ------ | ------ | ------ | ------ | ------ | ------ | ------ |
| 28 610 | 32 872 | 38 053 | 38 740 | 42 558 | 48 378 | 52 596 | 58 680 |